# Apoštolská prefektura
Apoštolská prefektura je podle kanonického práva (Kodex kanonického práva 1983, kánon 371) „určitá část Božího lidu, která vzhledem ke zvláštním okolnostem nebyla dosud zřízena jako diecéze a je svěřena do pastýřské péče apoštolského prefekta, který ji řídí jménem papeže“. Bývá ustanovena dočasně, v jejím čele stojí apoštolský prefekt, nemusí být biskupem. Ke zřízení apoštolské prefektury dochází nejčastěji v zemích, kde tvoří katolíci menšinu obyvatel. Podle vývoje politické situace v dané zemi může být apoštolská prefektura povýšena na apoštolský vikariát, jak se to stalo například v roce 2004 v Bruneji. 